# Departamento Los Lagos
Das Departamento Los Lagos liegt im Süden der Provinz Neuquén im Süden Argentiniens und ist eine von 16 Verwaltungseinheiten der Provinz. 
Es grenzt im Norden an das Departamento Lácar, im Osten und Süden an die Provinz Río Negro und im Westen an Chile. 
Die Hauptstadt des Departamento Los Lagos ist Villa La Angostura.

## Geographie
Im Norden des Departamento liegt der südliche Teil des Nationalpark Nahuel Huapi und der Nationalpark Los Arrayanes.

## Bevölkerung

### Übersicht
Das Ergebnis der Volkszählung 2022 ist noch nicht bekannt. Bei der Volkszählung 2010 war das Geschlechterverhältnis mit 6.111 männlichen und 5.887 weiblichen Einwohnern recht ausgeglichen mit einem knappen Männerüberhang.
Nach Altersgruppen verteilte sich die Einwohnerschaft auf 3.164 Personen (26,4 %) im Alter von 0 bis 14 Jahren, 8.140 Personen (67,8 %) im Alter von 15 bis 64 Jahren und 694 Personen (5,8 %) von 65 Jahren und mehr.

### Bevölkerungsentwicklung
Das Gebiet ist sehr dünn besiedelt. Die Bevölkerungszahl hat seit 1970 stark zugenommen. Die Schätzungen des INDEC gehen von einer Bevölkerungszahl von 18.863 Einwohnern per 1. Juli 2022 aus.
| Jahr | 1947  | 1960  | 1970  | 1980  | 1991  | 2001  | 2010   | 2022    |
| Einwohner                                                                                                | 2.082 | 1.958 | 2.120 | 2.566 | 4.181 | 8.654 | 11.998 | k. Ang. |
| Bevölkerungsentwicklung des Departements seit 1947; Quelle: Ergebnisse der Volkszählungen in Argentinien |       |       |       |       |       |       |        |         |

## Städte und Gemeinden
Das Departamento Los Lagos gliedert sich in Villa La Angostura (eine Gemeinde erster Kategorie), die Comisión de Fomento Villa Traful und die Cuarteles Confluencia, Cuyín Manzano, El Portezuelo, Huemul, Nahuel Huapi, Paso Coihue, Pichi Traful, Puerto Anchorena, Puerto Huemul, Ruca Malen und Villa Llanquín.